# Yelbouga
Yelbouga est une commune rurale située dans le département de Biéha de la province de Sissili dans la région du Centre-Ouest au Burkina Faso.

## Éducation et santé
La commune accueille un centre de santé et de promotion sociale (CSPS).